# Ruta nacional PE-02
La ruta nacional PE-02 es una carretera transversal que comunica las ciudades de Piura y Paita. Está construida a modo de multicarril con doble calzada. Forma parte de la ruta interoaceánica norte.

## Trayectoria
Emp. PE-1N (Dv. Paita) - Paita.